# 辺精一
辺 精一（ピョン・ジョンイル、朝鮮語: 변정일/邊精一、1942年5月14日 - ）は、大韓民国の法曹（裁判官、弁護士）、政治家。第10・14・15代韓国国会議員。本貫は原州邊氏。号は石巌（ソガム、석암/石巖）。キリスト教徒。

## 経歴
済州島西帰浦市大静邑出身。五賢高等学校を卒業後にソウル大学校法科大学法学科に進学し、卒業後は1965年の第5回司法考試（司法試験）に合格した。同校司法大学院を首席で修了した後、軍法務官（陸軍大尉）として3年間勤務し、国防部高等軍法会議審判部長も務めた。
1970年より、ソウル刑事地方法院の判事を務めた。1972年に辞職し、故郷の済州島で弁護士を開業した。済州島の選挙区から1978年の第10代総選挙に無所属で、1992年の第14代総選挙に民自党で、1996年の第15代総選挙に新韓国党でそれぞれ立候補して当選し、国会議員を計3期務めた。国会では国会法司委員長、倫理特別委員長などを務め、特に1994年に島民および与野党議員75人の署名を受け、済州島四・三事件の真相糾明に関する法案をはじめて発議し、2000年の「済州4・3事件真相糾明および犠牲者名誉回復に関する特別法」の成立につながった。他には国会ウルグアイ・ラウンド対策特別委員会に参加して済州島農家の被害軽減のために活動し、国会国際競技支援特委委員および済州ワールドカップ誘致委員長として2002 FIFAワールドカップの済州誘致に成功した。また、憲法裁判所初代事務処長、大韓弁護士協会常任委員を務めたほか、1990年代には建国大学校大学院で法学の博士号を取得した。
統一国民党済州島支部長、スポークスパーソン、ハンナラ党済州島支部委員長、政治改革特別委員長、総裁秘書室長、党務委員、済州大学校講師（憲法、行政法）などを務めた後、2009年5月11日には公募を経て国土海洋部傘下の特殊法人である済州国際自由都市開発センター（通称・JDC）の第5代理事長に就任し、就任式において多様なネットワークを利用して組織の地位を確保するなどと述べた。2013年5月5日に退任式を経て理事長職を退任し、2014年4月1日にソウル済州道民会の第29代会長に就任し、2年間務めた。2022年には国民の力の選挙キャンプとして発足した『島民の力』の常任顧問の1人となった。